# Jedediah Smith

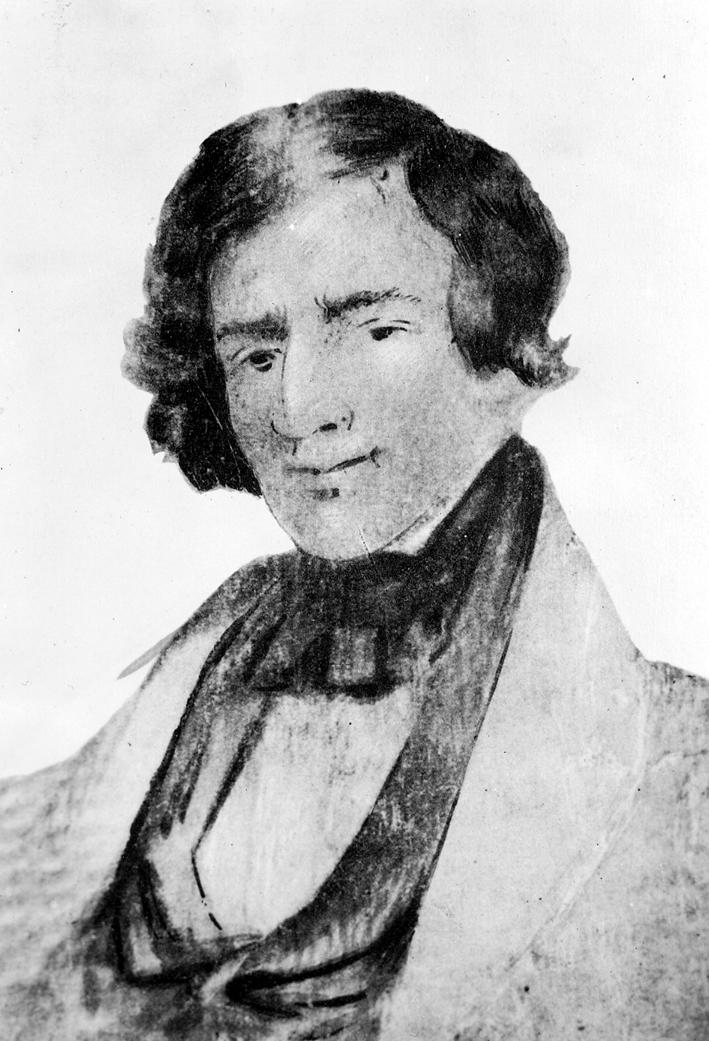
Jedediah Strong Smith

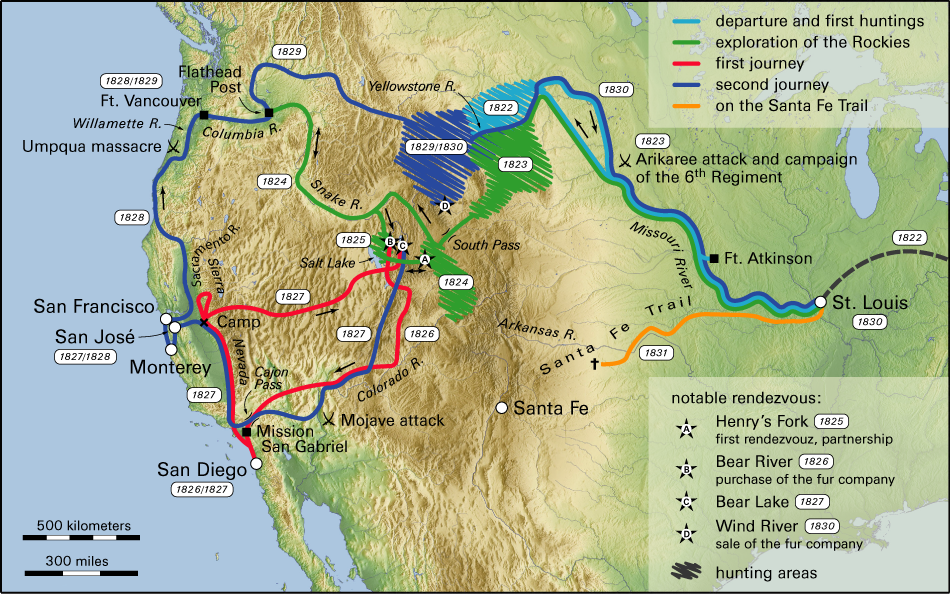
Szlaki wędrówek Smitha

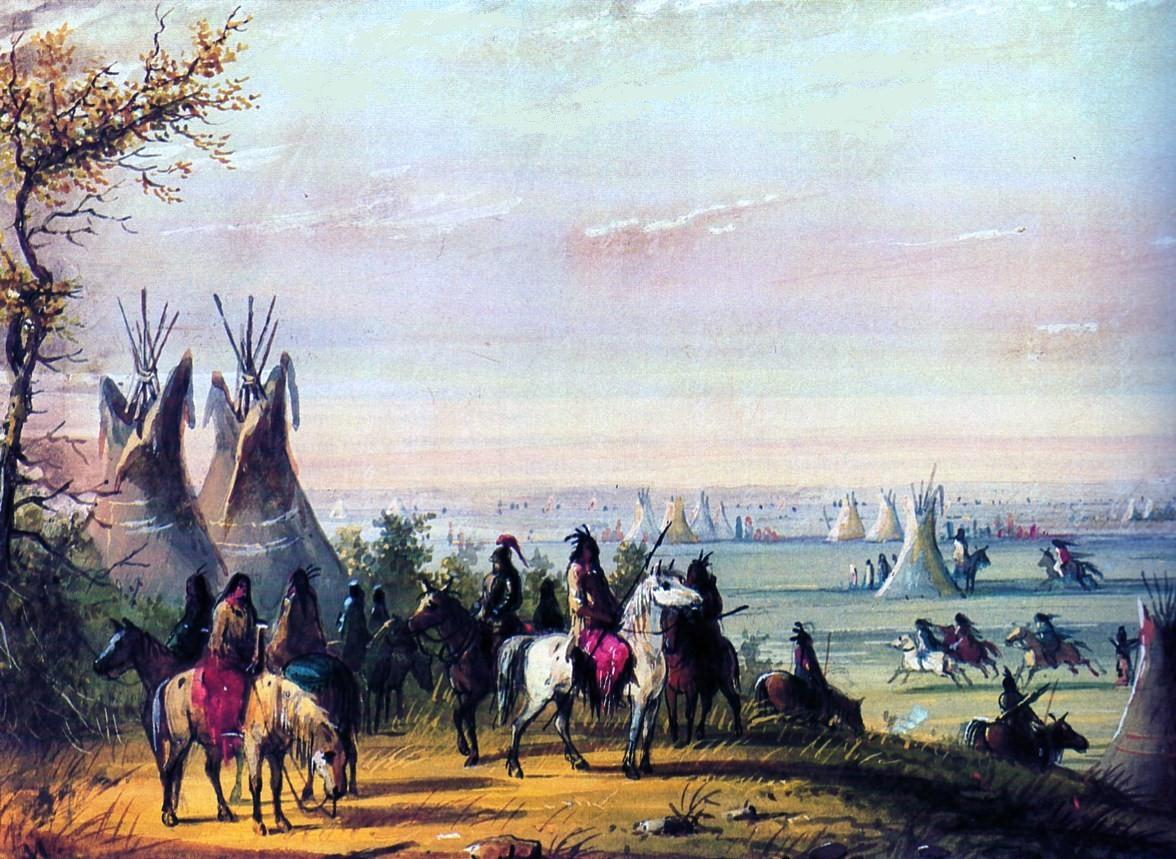
Spotkanie Indian z traperami nad Green River

Jedediah Smith, Jedediah Strong lub Jed Smith (ur. 6 stycznia 1799 w pobliżu dzisiejszego Bainbridge w stanie Nowy Jork, zm. 27 maja 1831 na Santa Fe Trail) – amerykański człowiek gór, traper, handlarz futer i podróżnik.

## Młodość
Jako nastolatek wraz z rodziną wyemigrował ze stanu Nowy Jork do Pensylwanii, gdzie pracował na statku handlowym na jeziorze Erie, zanim nie przeniósł się do Saint Louis, by zająć się niezwykle dochodowym handlem futrami nad górnym biegiem rzeki Missouri. W latach 1822 i 1823 brał udział w wyprawach po futra na terenach dzisiejszej Dakoty Południowej. Gdy grupa traperów została zaatakowana przez Indian z plemienia Arikara, Smith został wysłany po pomoc. Latem 1823 roku uczestniczył w ekspedycji odwetowej płk. Henry’ego Leavenwortha.

## Pierwsze wyprawy
Gdy droga przez górny odcinek Missouri została zamknięta przez wrogo nastawionych Indian, Smith zorganizował wyprawę traperów i myśliwych z Fortu Kiowa (dzisiaj Dakota Południowa) wzdłuż White River do Badlands i Black Hills. W grupie tej znaleźli się m.in. James Clyman, Thomas Fitzpatrick i William Lewis Sublette. Podczas eksploracji Black Hills Smith został zaatakowany przez rannego niedźwiedzia grizli, który omal go nie zabił. Od tego czasu Smith był łatwo rozpoznawalny po bliznach na twarzy – pozostałościach niedźwiedzich pazurów.
Po dojściu do zdrowia przekroczył – na czele swej ekspedycji – rzekę Belle Fourche i dotarł do wschodnich obszarów dzisiejszego stanu Wyoming. Tam członkowie wyprawy kupili konie od Szejenów i Dakotów i ruszyli dalej na zachód. Wkrótce dotarli do doliny rzeki Powder, przekroczyli Bighorn Mountains i znaleźli się w dolinie rzeki Bighorn, gdzie zaskoczyły ich potężne opady śnieżne. Nie mogąc posuwać się dalej naprzód, zimowali w okolicach dzisiejszego Dubois.
Dowiedziawszy się od Indian o łatwiejszej drodze przekroczenia łańcucha Gór Skalistych, Smith poprowadził swych ludzi dalej na południe, dotarł do rzeki Sweetwater, a wędrując ku jej źródłom przeszedł Przełęcz Południową na drugą stronę gór, w okolice obfitujące w żeremia bobrowe na granicy Wyomingu i Utah. Wędrując dalej na zachód, dotarli do rzeki Snake, gdzie spotkali Irokezów (Haudenosaunee) polujących na zlecenia Kompanii Zatoki Hudsona i pomogli im odeprzeć atak Pajutów. Smith eskortował Irokezów do najbliższej faktorii Kompanii Hudsona nad Flathead Lake w dzisiejszej zachodniej Montanie. Dzięki gościnności szefa faktorii spędzili tam zimę 1824/25. Wiosną ruszyli na północ wzdłuż biegu Snake w dzisiejszym Idaho. Stamtąd wrócili do Wyoming, by uczestniczyć w pierwszym dorocznym zjeździe traperów, handlarzy futer i Indian nad Green River.

## Samodzielna działalność
Powróciwszy do St. Louis Smith odkupił – wraz z Davidem Jacksonem – udziały w Rocky Mountain Fur Company i w sierpniu 1826 roku ruszył w góry, badając tereny Utah na północ i południe od Wielkiego Jeziora Słonego. Od Indian z plemienia Ute dowiedział się o tajemniczej rzece Buenaventura, która miała jakoby wypływać z Wielkiego Jeziora Słonego i wpadać do Pacyfiku w Kalifornii. David Jackson na czele grupki ludzi udał się na poszukiwania, ale nie odkrył tej rzeki. W tym samym czasie Smith dotarł do jeziora Utah, a stamtąd rzekami Sevier i Virgin do wielkiej rzeki Kolorado. Następnie, prowadzony przez indiańskich przewodników, pokonał pustynię Mojave, góry San Bernardino i 27 listopada dotarł do meksykańskiego osiedla San Gabriel niedaleko Los Angeles.
Tam Smith popadł w tarapaty. Władze meksykańskie z niechęcią obserwowały wszelkie próby amerykańskiego wtargnięcia na ich terytorium. W San Diego gubernator Kalifornii powiadomił Smitha, że ma natychmiast opuścić jego prowincję tą samą drogą, którą przybył. Zamiast postąpić według zaleceń gubernatora, Amerykanin udał się na północ do Doliny San Joaquin w pobliżu Sacramento. Tam zostawił część swej grupy myśliwych i ruszył na wschód, by znaleźć przejście przez pasmo Sierra Nevada. Po znalezieniu Przełęczy Ebbetta dostał się, jako pierwszy biały podróżnik, na tereny dzisiejszego stanu Nevada, pokonał je i – niemal konając z pragnienia na pustyniach w Utah – dotarł 3 lipca 1827 roku do Jeziora Niedźwiedziego, gdzie napotkał amerykańskich traperów.
Już po dwóch tygodniach ruszył z powrotem do Kalifornii. Podczas spływu tratwami rzeką Kolorado stracił 10 ludzi w wyniku ataku wojowników z plemienia Mohave. Gdy reszta dotarła do San Gabriel, miejscowe władze osadziły ich w więzieniu na niemal dwa miesiące, nim przekazały zatrzymanych dowódcy amerykańskiego statku, który przewiózł Smitha i pozostałych do Monterey. Stamtąd Smith i jego ludzie skierowali się przez góry Tehachapi do doliny Sacramento, gdzie nastąpiło spotkanie z grupą myśliwych zostawionych tam rok wcześniej.
Smith pozostawał w rejonie Wyoming-Montana przez okres od 1828 do 1829 roku, po czym powrócił do St. Louis z zamiarem zajęcia się uprawą roli i handlem.

## Ostatnie działania i śmierć
W roku 1830 Smith spotkał się z prezydentem Andrew Jacksonem i sekretarzem obrony Johnem Eatonem, namawiając ich do rozszerzenia stanu posiadania o obszar Krainy Oregon. W rok później – wraz z Davidem Jacksonem, Williamem Sublettem i Thomasem Fitzpatrickiem – próbował otworzyć trakt handlowy wzdłuż tzw. Santa Fe Trail do dzisiejszego Nowego Meksyku. 27 maja 1831 roku, gdy badał drogę na odcinku pomiędzy rzekami Arkansas i Cimarron w dzisiejszym stanie Kansas, został zabity przez Indian z plemienia Komanczów. Ciała nigdy nie odnaleziono.
Jego dziennik, zatytułowany „The Travels of Jedediah Smith: A Documentary Outline”, został wydany dopiero w roku 1934.